# Емсбюрен
Емсбюрен (нім. Emsbüren) — громада в Німеччині, розташована в землі Нижня Саксонія. Входить до складу району Емсланд.
Площа — 139,31 км2. Населення становить 10 338 ос. (станом на 31 грудня 2021).